# Erdblättriger Risspilz
Der Erdblättrige Risspilz oder Seidige Risspilz (Inocybe geophylla) ist ein häufiger Giftpilz aus der Familie der Risspilzverwandten (Inocybaceae). Der Fruchtkörper ist klein, weiß und mit gebuckeltem Hut.

## Merkmale
Der Hut erreicht 1 bis 4 Zentimeter an Durchmesser und ist zunächst konisch, bevor er sich zu einer gewölbten Form mit einem ausgeprägten Buckel ausbreitet. Die Oberfläche ist weiß oder cremefarben und fasrig-seidig. Die Hutränder sind jung, vor dem Aufschirmen eingebogen und durch eine Haarschleier-Teilhülle (Cortina) mit dem Stiel verbunden. Sie sind im Alter teils hochgebogen und können einreißen (→ „Risspilz“). Der dünne Stiel ist 1 bis 6 Zentimeter hoch und 3 bis 6 Millimeter dick. Die Cortina hinterlässt keinen Ring. Die gedrängt stehenden Lamellen sind am Stiel angeheftet oder fast freistehend und jung cremefarben, bevor sie mit den reifenden Sporen zu einer bräunlichen, namengebenden Erd-Farbe ausdunkeln. Die Schneiden sind bauchig geformt und bleiben weißlich. Der Sporenpulverabdruck ist ockerbraun. Das Fleisch schmeckt schärflich und riecht spermatisch; der schwache Geruch wird auch mit Mehl oder feuchter Erde verglichen.
Die ellipsoid bis mandelförmigen Sporen sind glatt und messen etwa 7,5–8,2–10 × 4,5–6 Mikrometer. Es sind zahlreich kristalltragende (metuloide), auf halber Länge geschwollene und endig gestutzt geformte Zystiden von bis zu 70 × 20 Mikrometern vorhanden.

## Artabgrenzung
Der ähnliche Weißrosa Risspilz (Inocybe whitei) verfärbt sich bei Druck und Verletzung rot.
Der Weiße Risspilz (Inocybe fibrosa) hat größere und kräftiger gebaute Fruchtkörper.
Es gibt noch weitere eventuell auf den ersten Blick ähnliche kleine, weiße Pilze aus anderen Gattungen, die sich aber in Geruch, Sporenpulverfarbe oder anderen Merkmalen deutlich unterscheiden.
Im Jahr 2022 wurden neue Risspilz-Arten aus der Artengruppe von Inocybe geophylla beschrieben, die makroskopisch nicht unterschieden werden können: Inocybe cygnea wurde bisher nur in Österreich nachgewiesen (bei Fichten auf Kalk) und unterscheidet sich durch mit durchschnittlich 8,8 µm etwas größere Sporen (bei I. geophylla im Schnitt 8,2 µm) sowie durch häufige dickwandige, gegabelte Caulozystiden. Inocybe oloris, die bisher aus subalpinen, kalkhaltigen Habitaten bekannt ist, hat mit durchschnittlich 9,4 µm Länge noch größere Sporen und eine besonders dicke, weiße Velipellis (Hutvelum). Inocybe lilacinomaculata kann im Alter weißlich ausblassen, unterscheidet sich jedoch jung durch violette Farbtöne; sie gehört zur Artengruppe um den Lilaseidigen Risspilz (Inocybe lilacina s. l., Näheres dazu im Abschnitt Taxonomie).

## Verbreitung und Ökologie
Der Erdblättrige Risspilz ist in Europa und Nordamerika häufig und weitverbreitet.
Er lebt in Mykorrhiza-Symbiosen in Laub- und Nadelwäldern und ist kalkmeidend.
Er fruktifiziert von Juni bis November an grasbewachsenen Stellen, nahe Pfaden oder Wasserläufen oder oft auf reichhaltiger, nackter Erde, die an Straßenrändern aufgewühlt wurde.

## Toxikologie
Wie viele Risspilze enthält Inocybe geophylla Muscarin. Die Symptome sind die einer Muscarin-Vergiftung, namentlich stark erhöhter Speichelfluss, Transpiration (Schwitzen) und tränende Augen innerhalb von 15 bis 30 Minuten nach Einnahme. Bei hohen Dosen können diese Symptome von Bauchschmerzen, heftiger Übelkeit, Durchfall, verschwommener Sicht und Atemnot gefolgt sein. Die Vergiftungserscheinungen klingen im Allgemeinen innerhalb von zwei Stunden ab. Delirium tritt nicht auf. Das spezifische Gegenmittel ist Atropin. Durch das zeitnahe Einsetzen der Symptome ist auch das Herbeiführen von Erbrechen zum Entfernen von Pilzmaterial ratsam.
Todesfälle aufgrund des Verzehrs dieser Art sind nicht dokumentiert.
Der Pilz wird aufgrund seiner geringen Größe von Pilzsammlern oft nicht beachtet.

## Taxonomie
Die offizielle Erstbeschreibung der Art als Agaricus geophyllus findet sich in einem 1801 veröffentlichten Werk des Mykologen Christian Hendrik Persoon. Paul Kummer gab ihm in seinem 1871 veröffentlichten „Führer in die Pilzkunde“ seinen heutigen wissenschaftlichen Namen.
Sein Art-Epitheton leitet sich von den altgriechischen Begriffen „geo-“ für „Erde“ und „phyllon“ für „Blatt“ ab.
Es sind verschiedene Varietäten beschrieben, unter anderem var. lateritia mit rötlichen Fruchtkörpern.
Auch der Lilaseidige Risspilz (Inocybe lilacina s. l.) wurde und wird teils als die Varietät lilacina oder violacea geführt. Phylogenetische Erbgut-Analysen zeigen aber eine klare Abgrenzung von Inocybe geophylla. Nach neueren Erkenntnissen (2022) handelt es sich bei Inocybe lilacina s. l. um eine Sammelart.